# Mazew-Kolonia
Mazew-Kolonia – kolonia w Polsce położona w województwie łódzkim, w powiecie łęczyckim, w gminie Daszyna.
W latach 1975–1998 miejscowość administracyjnie należała do województwa płockiego.
Wierni Kościoła rzymskokatolickiego należą do parafii św. Jana Chrzciciela w Mazewie, a wierni Kościoła Starokatolickiego Mariawitów do parafii św. Mateusza Apostoła i Ewangelisty i św. Rocha Wyznawcy w Nowej Sobótce. 